# Daresbury
Koordinaten: 53° 20′ N, 2° 38′ W
Daresbury ist ein Ort in der Unitary Authority Halton im County Cheshire im Nordwesten Englands und hat 3906 Einwohner (2001).

## Science and Technology
In Daresbury befindet sich das Daresbury Laboratorium, das der CCLRC (Council for the Central Laboratory of the Research Councils) gehört, seit 2007 Teil des Science and Technology Facilities Council. Hier wurde ein großer Teilchenbeschleuniger namens Synchrotron Radiation Source betrieben, der 2008 geschlossen wurde.

## Persönlichkeiten
Söhne und Töchter
- Lewis Carroll (1832–1898), Schriftsteller (Alice im Wunderland)

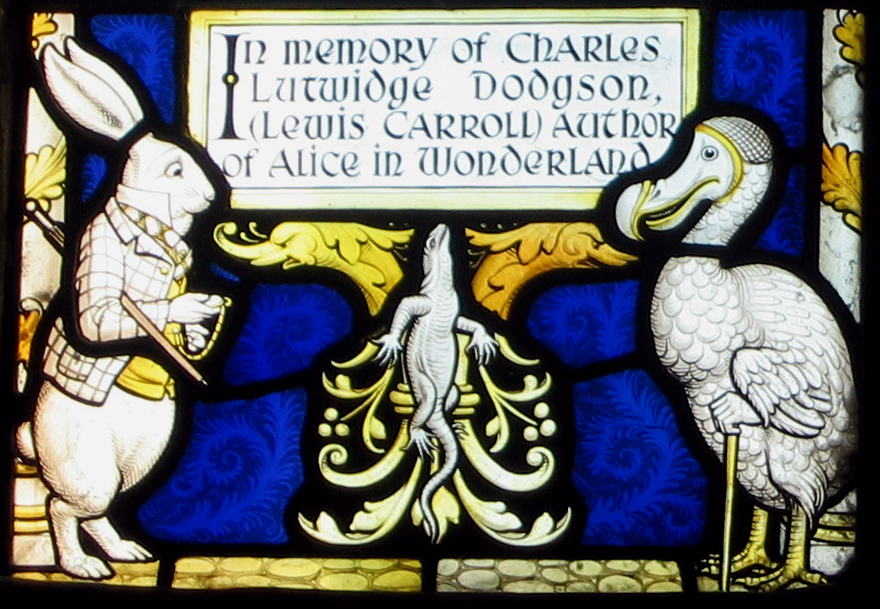

## Sehenswürdigkeiten
In der Daniell-Kapelle, erbaut um 1550, befindet sich ein Fenster, das Lewis Carroll, Alice und weitere Romanfiguren wie den weißen Hasen, Dodo, die Herzogin, die Cheshire-Katze sowie den König und die Herz-Königin zeigt.
Am unteren Rand des Fensters findet sich der Schriftzug: 
In memory of Charles Lutwidge Dodgson (Lewis Carroll) Author of Alice in Wonderland.